# Cruach Ardrain
Cruach Ardrain – szczyt w paśmie Crianlarich/Balquhidder, w Grampianach Centralnych. Leży w Szkocji, w regionie Stirling. 